# Jeffrey Buttle
Jeffrey Buttle (* 1. September 1982 in Smooth Rock Falls, Ontario) ist ein ehemaliger kanadischer Eiskunstläufer, der im Einzellauf startete. Er ist der Weltmeister von 2008 und der Vier-Kontinente-Meister von 2002 und 2004.

## Karriere
Jeffrey Buttle begann im Alter von zwei Jahren mit dem Eiskunstlaufen und nahm ab dem Alter von sechs Jahren an Wettbewerben teil. Mit seiner älteren Schwester Meghan nahm er auch an Eistanzwettbewerben teil. Während seiner Karriere als Profi lebte er in Barrie, Ontario und trainierte an der Mariposa School of Skating.
Obwohl er kein Frankokanadier ist, besuchte Buttle das École Don Bosco, eine französischsprachige Grundschule und erlernte somit auch die französische Sprache. Bevor er sich ganz dem Eiskunstlaufen widmete, studierte er stundenweise Chemie an der Universität von Toronto.
Nachdem Buttle 2002 und 2004 die Vierkontinente-Meisterschaften gewonnen hatte, wurde er 2005 Vize-Weltmeister hinter Stéphane Lambiel. Bei seinen ersten und einzigen Olympischen Spielen errang er 2006 in Turin die Bronzemedaille hinter Jewgeni Pljuschtschenko und Stéphane Lambiel. Zwei Jahre später wurde der dreifache kanadische Meister in Göteborg mit persönlicher Bestleistung Weltmeister und feierte damit seinen größten sportlichen Triumph. 2008 beendete er dann auch seine Karriere und nahm damit nicht die Chance wahr, 2010 bei den Olympischen Spielen im eigenen Land, anzutreten.
Buttle arbeitet heute als Choreograf, unter anderem für Kim Yu-na, Patrick Chan, Javier Fernández und Yuzuru Hanyū.
Seit Februar 2014 ist er mit Justin Harris verheiratet.

## Ergebnisse

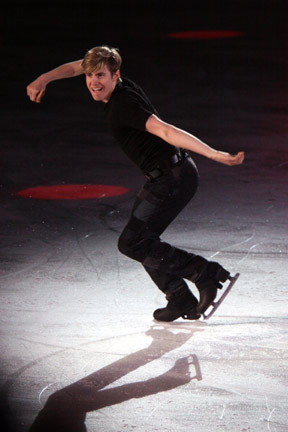
Buttle 2008 bei Canadian Stars on Ice in Halifax.

| Wettbewerb / Saison             | 1998/99 | 1999/00 | 2000/01 | 2001/02 | 2002/03 | 2003/04 | 2004/05 | 2005/06 | 2006/07 | 2007/08 |
| ------------------------------- | ------- | ------- | ------- | ------- | ------- | ------- | ------- | ------- | ------- | ------- |
| Olympische Winterspiele         |         |         |         |         |         |         |         | 3.      |         |         |
| Weltmeisterschaften             |         |         |         | 8.      | 15.     |         | 2.      | 6.      | 6.      | 1.      |
| Vier-Kontinente-Meisterschaften |         |         |         | 1.      | 4.      | 1.      |         |         | 2.      | 2.      |
| Grand-Prix-Finale               |         |         |         |         |         | Z       | 2.      | 2.      |         |         |
| Juniorenweltmeisterschaften     |         |         | 7.      |         |         |         |         |         |         |         |
| Kanadische Meisterschaften      | 10.     | 6.      | 9.      | 3.      | 2.      | 3.      | 1.      | 1.      | 1.      | 2.      |

- Z = Zurückgezogen